# دنیس ریچی
دنیس مک‌آلیستر ریچی (به انگلیسی: Dennis MacAlistair Ritchie) (زاده ۹ سپتامبر ۱۹۴۱ - درگذشته ۱۲ اکتبر ۲۰۱۱) دانشمند علوم رایانه آمریکایی و از پیشگامان و خالقان عصر وب و تکنولوژی بود که بیشتر به عنوان خالق زبان برنامه‌نویسی سی و مشارکت‌هایش در توسعهٔ سیستم‌عامل یونیکس، به همراه کن تامسون، شناخته می‌شود. ریچی و تامپسون جایزه تورینگ را در سال ۱۹۸۳ از انجمن ماشین‌های حسابگر دریافت کردند. آن‌ها همچنین در سال ۱۹۹۰ مدال همینگ را از کانون مهندسین برق و الکترونیک و در سال ۱۹۹۹ مدال ملی فناوری را از رئیس‌جمهور وقت ایالات متحدهٔ آمریکا، کلینتون دریافت کردند. ریچی زمانی که در سال ۲۰۰۷ خود را بازنشسته کرد رئیس دپارتمان تحقیقات نرم‌افزار سیستم شرکت لوسنت بود. گفته شده که او در شکل‌گیری عصر دیجیتال نقش به سزایی داشته‌است. او در محفل هکرها بیشتر با نام کاربری خود، dmr شناخته می‌شود، و حرف R در K&R از نام خانوادگی او گرفته شده‌است که یکی از نویسندگان این کتاب است.

## زندگی شخصی
وی در محله برونزویل شهر نیویورک به دنیا آمد. پدرش، آلستیر ای. ریچی دانشمند کهنه کار آزمایشگاه بل و یکی از نویسندگان تئوری طراحی مدارهای سوئیچینگ بود. وی در دوران کودکی به همراه خانواده به شهر سامیت در ایالت نیوجرسی نقل مکان کرد. در همان شهر بود که از دبیرستان سامیت فارغ‌التحصیل شد. وی از دانشگاه هاروارد در رشتهٔ فیزیک و ریاضیات کاربردی فارغ‌التحصیل شد.

## زندگی شغلی

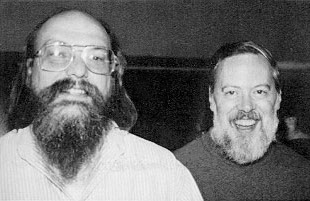
دنیس مک‌آلیستر ریچی

ریچی در سال ۱۹۶۷ شروع به کار در آزمایشگاه‌های بل، مرکز تحقیقاتی علوم رایانه کرد و در سال ۱۹۶۸ دکترای خود را از دانشگاه هاروارد تحت نظارت پاتریک سی. فیشر دریافت کرد. پایان‌نامهٔ وی «پیچیدگی محاسباتی و ساختار برنامه» بود.
ریچی عمده شهرت خود را مدیون ابداع زبان برنامه‌نویسی سی است. همچنین حرف R در کتاب K&R (یک کتاب مرجع مشهور که نویسندگان آن ریچی و کرینگهان بودند) اشاره به نام ریچی دارد. ریچی همکار کن تامپسون بود و این دو، دانشمندانی بودند که برای نوشتن نسخه اصلی یونیکس مشهور شدند. یکی از مهم‌ترین همکاری‌های ریچی با تامپسون در پروژهٔ یونیکس، انتقال آن برنامه به ماشین‌ها و پلتفرم‌های مختلف بود.
زبان برنامه‌نویسی سی امروزه به‌طور گسترده در نرم‌افزارها، سیستم عامل‌ها و توسعهٔ سیستم‌های تعبیه شده‌ استفاده می‌شود و تأثیر آن بر اکثر زبان‌های برنامه‌نویسی امروزی مشهود است.

## جوایز
در سال ۱۹۸۳، ریچی و تامپسون جایزهٔ تورینگ را برای تئوری تعمیم و توسعهٔ سیستم عامل‌ها و به خصوص تکمیل سیستم عامل یونیکس دریافت کردند. عنوان سخنرانی وی در مراسم اهدای جایزهٔ تورینگ، «تاملاتی در مورد تحقیقات نرم‌افزاری» بود. در سال ۱۹۹۰، ریچی و تامپسون مدال «آی ای ای ای ریچارد دبلیو. همینگ» را از کانون مهندسین برق و الکترونیک برای ابداع سیستم عامل یونیکس و زبان برنامه‌نویسی C دریافت کردند.
در سال ۱۹۹۷ ریچی و تامپسون موزهٔ تاریخ کامپیوتر را برای خلق سیستم عامل یونیکس و همچنین توسعهٔ زبان برنامه‌نویسی C ساختند.
در ۲۱ آوریل ۱۹۹۹، ریچی و تامپسون به‌طور مشترک مدال ملی فناوری سال ۱۹۹۸ را از بیل کلینتون، رئیس‌جمهور وقت ایالات متحده آمریکا، برای ساخت سیستم عامل یونیکس و زبان برنامه‌نویسی "C" دریافت کردند.
در سال ۲۰۰۵، کانون تحقیقاتی صنعتی، جایزهٔ دستاورد خود را به ریچی، به پاس زحمات وی در علم و فناوری و همچنین توسعهٔ سیستم عامل یونیکس اهدا کرد.
در سال ۲۰۱۱، ریچی به همراه تامپسون، جایزهٔ ژاپن را برای علم ارتباطات و اطلاعات، به پاس زحماتشان در توسعهٔ سیستم عامل یونیکس دریافت کردند.

## مرگ و میراث
جسد ریچی در ۱۲ اکتبر ۲۰۱۱ در سن هفتاد سالگی در شهرک برکلی هایتس در نیوجرسی، در خانه‌اش در حالی که تنها زندگی می‌کرد، پیدا شد. اولین خبر از مرگ ریچی توسط همکار سابقش راب پایک به خبرگزاری‌ها اعلام شد. زمان دقیق و علت مرگ وی تا کنون اعلام نشده‌است. وی در پی سال‌ها تحت مداوای سرطان پروستات خود قرار داشت. وی همچنین دچار بیماری قلبی بود. مرگ ریچی تنها یک هفته بعد از مرگ استیو جابز رخ داد، اما پوشش رسانه‌ای قابل توجهی در مقایسه با مرگ جابز ایجاد نشد. مورخ کامپیوتر، پاول ای. سروزی بعد از مرگ ریچی گفت: «ریچی زیر رادار بود. نامش اصلاً یک نام خانوادگی صرف نبود، اما … اگر میکروسکوپ می‌داشتید و می‌توانستید درون یک کامپیوتر را نگاه کنید، می‌توانستید کارش را در همه جای داخل آن ببینید.»
در یک مصاحبه که در مدت کوتاهی بعد از مرگ ریچی انجام شد، همکار قدیمی او، برایان کرنیگان گفت ریچی هیچگاه انتظار نداشت زبان برنامه‌نویسی C، دستاوردی بزرگ باشد.
کرنیگان همچنین به خوانندگان مصاحبه، نقش مهم زبان برنامه‌نویسی C و سیستم‌عامل یونیکس را در توسعهٔ پروژه‌های بعدی، همچون آیفون یادآوری می‌کند.
فدورا ۱۶، نسخه‌ای از توزیع فدورا که حدود یک ماه بعد از مرگ ریچی منتشر شد، به یاد و پاس زحمات او، به وی تقدیم شد.
سیستم‌عامل فری‌بی‌اس‌دی۹ (FreeBSD 9.0) که در ۱۲ ژانویه ۲۰۱۲ منتشر شد نیز به او تقدیم شد.